# Базилика Порция
Базилика Порция (на латински: Basilica Porcia) е най-старата известна базилика в древен Рим.

### История
Сградата е построена от Марк Порций Катон Стари по времето, когато той заема длъжността на цензор през 184 г. пр.н.е. и чието име носи. Изграждането ѝ е предшествано от известна съпротива от страна на сенатори, причините за която не са ясни. Разположението на базиликата е било на Римския форум в близост до Комиция, между улицата наречена Clivus Argentarius и Курия Хостилия, а лицевата страна е била обърната към улицата. По своят размер базиликата не се е отличавала с особена големина и вероятно е заемала площта на четири магазина и два частни атрия, върху които е била построена.
Базилика Порция е използвана от народните трибуни при заседанията им и като тяхна централа.
През 52 г. пр.н.е. базиликата е унищожена вследствие на вълненията избухнали в Рим след убийството на Публий Клодий Пулхер, при които тълпа от поддръжници на убития занася тялото в Курия Хостилия, където използва дървените части от обзавеждането, за да направи погребална клада. При подпалването на кладата изгаря цялата курия, но и съседната базилика Порция. След тези събития сградата не е възстановена.